# Список наград и номинаций Карди Би
Список наград американской хип-хоп исполнительницы Карди Би включает в себя премии и номинации, полученные ею с момента начала её музыкальной карьеры в 2016 году. Исполнительница является обладателем одной премии «Грэмми», Billboard Music Award, двух наград BET Awards, девятикратной обладательницей награды BET Hip Hop Awards, дважды обладателем iHeartRadio Music Awards, MTV European Music Award, выиграла три награды MTV Video Music Awards, две Soul Train Music Award, одну NRJ Music Awards. Карди стала самой награждаемой рэпершей в истории премии iHeartRadio Music Awards. Она также имеет два мировых рекорда Гиннесса.
Карди Б получила свои первые номинации на премию «Грэмми» на 60-й ежегодной церемонии, «Bodak Yellow» был номинирован в категориях «Лучшая рэп-композиция» и «Лучшее рэп-исполнение». Ее дебютный студийный альбом Invasion of Privacy выиграл награду «Лучший рэп-альбом» на 61-й ежегодной церемонии, вместе с этим Карди становится первой женщиной-рэпером, которая одержала победу в данной категории сольно. За альбом она также получила номинацию в категории «Альбом года», хит-сингл «I Like It» был номинирован как «Запись года», а «Be Careful» как «Лучшее рэп-исполнение». Сотрудничество с группой Maroon 5 — «Girls Like You» принесло номинацию в категории «Лучшее поп-исполнение дуэтом или группой». Карди стала третьей женщиной-рэпером, которая была номинирована в категории «Альбом года», после Лорин Хилл (1999) и Мисси Эллиотт (2004).

## American Music Awards
| Год  | Номинируемая работа                          | Категория                         | Результат | Прим. |
| ---- | -------------------------------------------- | --------------------------------- | --------- | ----- |
| 2018 | Она сама                                     | Лучший новый артист               | Номинация | [ 3 ] |
| 2018 | Она сама                                     | Любимый Rap/Hip Hop-исполнитель   | Победа    | [ 3 ] |
| 2018 | Она сама                                     | Любимая Pop/Rock-исполнительница  | Номинация | [ 3 ] |
| 2018 | «Finesse (Remix)» (совместно с Бруно Марсом) | Коллаборация года                 | Номинация | [ 3 ] |
| 2018 | «Bodak Yellow»                               | Любимая песня в жанре Rap/Hip Hop | Победа    | [ 3 ] |
| 2018 | «Finesse (Remix)» (совместно с Бруно Марсом) | Любимая песня в жанре Soul/R&B    | Победа    | [ 3 ] |
| 2018 | «Bodak Yellow»                               | Любимое музыкальное видео         | Номинация | [ 3 ] |
| 2018 | Она сама                                     | Любимый артист в социальных сетях | Номинация | [ 3 ] |

## ASCAP

### ASCAP Pop Music Awards
| Год  | Номинируемая работа | Категория    | Результат | Прим. |
| ---- | ------------------- | ------------ | --------- | ----- |
| 2018 | «Bodak Yellow»      | Лучшая песня | Победа    | [ 4 ] |

### ASCAP Rhythm & Soul Music Awards
| Год  | Номинируемая работа | Категория                        | Результат | Прим. |
| ---- | ------------------- | -------------------------------- | --------- | ----- |
| 2018 | «Bodak Yellow»      | Лучшая песня в жанре R&B/Hip-Hop | Победа    | [ 5 ] |
| 2018 | «Bodak Yellow»      | Лучшая песня в жанре Rap         | Победа    | [ 5 ] |

### El Premio ASCAP
| Год  | Номинируемая работа | Категория      | Результат | Прим. |
| ---- | ------------------- | -------------- | --------- | ----- |
| 2019 | «I Like It»         | Песня года     | Победа    | [ 6 ] |
| 2019 | «La Modelo»         | Победная песня | Победа    | [ 6 ] |
| 2019 | «Taki Taki»         | Победная песня | Победа    | [ 6 ] |

## BBC Radio 1’s Teen Awards
| Год  | Номинируемая работа | Категория                   | Результат | Прим. |
| ---- | ------------------- | --------------------------- | --------- | ----- |
| 2018 | Она сама            | Самая забавная знаменитость | Победа    | [ 7 ] |

## BET

### BET Awards
| Год  | Номинируемая работа                           | Категория                                       | Результат | Прим.        |
| ---- | --------------------------------------------- | ----------------------------------------------- | --------- | ------------ |
| 2017 | Она сама                                      | Лучший новый артист                             | Номинация | [ 8 ]        |
| 2017 | Она сама                                      | Лучшая хип-хоп исполнительница                  | Номинация | [ 8 ]        |
| 2018 | «Bartier Cardi» (при участии 21 Savage)       | Лучшая коллаборация                             | Номинация | [ 9 ] [ 10 ] |
| 2018 | «Finesse (Remix)» (совместно с Бруно Марсом)  | Лучшая коллаборация                             | Номинация | [ 9 ] [ 10 ] |
| 2018 | Она сама                                      | Лучшая R&B-исполнительница                      | Победа    | [ 9 ] [ 10 ] |
| 2018 | «Bodak Yellow»                                | Видео года                                      | Номинация | [ 9 ] [ 10 ] |
| 2018 | «Finesse (Remix)» (совместно с Бруно Марсом)  | Видео года                                      | Номинация | [ 9 ] [ 10 ] |
| 2018 | «Bodak Yellow»                                | Выбор зрителей — номинация спонсора «Coca Cola» | Победа    | [ 9 ] [ 10 ] |
| 2018 | «MotorSport» (совместно с Migos и Ники Минаж) | Выбор зрителей — номинация спонсора «Coca Cola» | Номинация | [ 9 ] [ 10 ] |

### BET Hip Hop Awards
| Год  | Номинируемая работа                            | Категория                                  | Результат | Прим.         |
| ---- | ---------------------------------------------- | ------------------------------------------ | --------- | ------------- |
| 2017 | «Bodak Yellow»                                 | Лучшее хип-хоп-видео                       | Номинация | [ 11 ] [ 12 ] |
| 2017 | «Bodak Yellow»                                 | Самый влиятельный трек                     | Номинация | [ 11 ] [ 12 ] |
| 2017 | «Bodak Yellow»                                 | Сингл года                                 | Победа    | [ 11 ] [ 12 ] |
| 2017 | Она сама                                       | Исполнитель с самым «горячими» продажами   | Номинация | [ 11 ] [ 12 ] |
| 2017 | Она сама                                       | MVP года                                   | Номинация | [ 11 ] [ 12 ] |
| 2017 | Она сама                                       | Лучший новый хип-хоп-артист                | Победа    | [ 11 ] [ 12 ] |
| 2017 | Она сама                                       | «Делец» года                               | Победа    | [ 11 ] [ 12 ] |
| 2017 | Она сама                                       | Made-You-Look Award (Лучший хип-хоп стиль) | Победа    | [ 11 ] [ 12 ] |
| 2017 | Gangsta Bitch Music, Vol. 2                    | Лучший микстейп                            | Победа    | [ 11 ] [ 12 ] |
| 2018 | «I Like It» (при участии Bad Bunny и J Balvin) | Лучшее хип-хоп-видео                       | Номинация | [ 13 ]        |
| 2018 | Она сама                                       | Исполнитель с самым «горячими» продажами   | Номинация | [ 13 ]        |
| 2018 | Invasion of Privacy                            | Альбом года                                | Номинация | [ 13 ]        |
| 2018 | Она сама                                       | MVP года                                   | Победа    | [ 13 ]        |
| 2018 | «I Like It» (при участии Bad Bunny и J Balvin) | Лучшая коллаборация, дуэт или группа       | Номинация | [ 13 ]        |
| 2018 | «I Like It» (при участии Bad Bunny и J Balvin) | Сингл года                                 | Номинация | [ 13 ]        |
| 2018 | «MotorSport» (совместно с Migos и Ники Минаж)  | Sweet 16: Лучший куплет                    | Победа    | [ 13 ]        |
| 2018 | Она сама                                       | Made-You-Look Award (Лучший хип-хоп стиль) | Победа    | [ 13 ]        |
| 2018 | Она сама                                       | «Делец» года                               | Победа    | [ 13 ]        |

## Billboard

### BillboardLive Music Awards
| Год  | Номинируемая работа | Категория        | Результат | Прим.  |
| ---- | ------------------- | ---------------- | --------- | ------ |
| 2018 | Она сама            | Прорывной артист | Номинация | [ 14 ] |

### BillboardMusic Award
| Год  | Номинируемая работа                          | Категория                         | Результат | Прим.  |
| ---- | -------------------------------------------- | --------------------------------- | --------- | ------ |
| 2018 | Она сама                                     | Лучший новый артист               | Номинация | [ 15 ] |
| 2018 | Она сама                                     | Успех в чарте                     | Номинация | [ 15 ] |
| 2018 | Она сама                                     | Лучшая певица                     | Номинация | [ 15 ] |
| 2018 | Она сама                                     | Лучший артист на стриминге        | Номинация | [ 15 ] |
| 2018 | Она сама                                     | Лучший рэп-исполнительница        | Победа    | [ 15 ] |
| 2018 | «Bodak Yellow»                               | Лучшая стриминговая песня (видео) | Номинация | [ 15 ] |
| 2018 | «Bodak Yellow»                               | Лучшая рэп-песня                  | Номинация | [ 15 ] |
| 2018 | «Finesse (Remix)» (совместно с Бруно Марсом) | Лучшая R&B-песня                  | Номинация | [ 15 ] |

### BillboardLatin Music Awards
| Год  | Номинируемая работа                                       | Категория                                            | Результат | Прим.  |
| ---- | --------------------------------------------------------- | ---------------------------------------------------- | --------- | ------ |
| 2019 | Она сама                                                  | Лучший иностранный исполнитель                       | Ожидается | [ 16 ] |
| 2019 | «Taki Taki» (совместно с DJ Snake, Селеной Гомес и Ozuna) | Самая горячая латинская песня года                   | Ожидается | [ 16 ] |
| 2019 | «Taki Taki» (совместно с DJ Snake, Селеной Гомес и Ozuna) | Самая горячая латинская песня года, вокальная партия | Ожидается | [ 16 ] |
| 2019 | «Taki Taki» (совместно с DJ Snake, Селеной Гомес и Ozuna) | Самая загружаемая песня года                         | Ожидается | [ 16 ] |

## Bravo Otto
| Год  | Номинируемая работа | Категория | Результат | Прим.                           |
| ---- | ------------------- | --------- | --------- | ------------------------------- |
| 2018 | Она сама            | Хип-хоп   | Победа    | [ источник не указан 718 дней ] |

## Break the Internet Awards
| Год  | Номинируемая работа | Категория      | Результат | Прим.  |
| ---- | ------------------- | -------------- | --------- | ------ |
| 2018 | Она сама            | Икона зрителей | Победа    | [ 17 ] |
| 2018 | «My momma said»     | Мем года       | Победа    | [ 17 ] |

## BreakTudo Awards
| Год  | Номинируемая работа                            | Категория                        | Результат | Прим.  |
| ---- | ---------------------------------------------- | -------------------------------- | --------- | ------ |
| 2018 | Она сама                                       | Лучший международный исполнитель | Номинация | [ 18 ] |
| 2018 | «Girls Like You» (совместно с Maroon 5)        | Лучшая коллаборация              | Номинация | [ 18 ] |
| 2018 | «Girls Like You» (совместно с Maroon 5)        | Хит года                         | Номинация | [ 18 ] |
| 2018 | Invasion of Privacy                            | Альбом года                      | Номинация | [ 18 ] |
| 2018 | «I Like It» (при участии Bad Bunny и J Balvin) | Видео года                       | Номинация | [ 18 ] |

## Brit Awards
| Год  | Номинируемая работа | Категория                                    | Результат | Прим.  |
| ---- | ------------------- | -------------------------------------------- | --------- | ------ |
| 2019 | Она сама            | Лучшая международная сольная исполнительница | Номинация | [ 19 ] |

## GAFFA Awards

### GAFFA Prisen
| Год  | Номинируемая работа                            | Категория                                         | Результат | Прим.  |
| ---- | ---------------------------------------------- | ------------------------------------------------- | --------- | ------ |
| 2018 | Она сама                                       | Лучшая международная сольная исполнительница года | Ожидается | [ 20 ] |
| 2018 | Invasion of Privacy                            | Лучший международный альбом года                  | Ожидается | [ 20 ] |
| 2018 | «I Like It» (при участии Bad Bunny и J Balvin) | Лучшая международная песня года                   | Ожидается | [ 20 ] |
| 2018 | «Girls Like You» (совместно с Maroon 5)        | Лучшая международная песня года                   | Ожидается | [ 20 ] |

### GAFFA Priset
| Год  | Номинируемая работа                            | Категория                                | Результат | Прим.  |
| ---- | ---------------------------------------------- | ---------------------------------------- | --------- | ------ |
| 2019 | Herself                                        | Лучший международный сольный артист года | Ожидается | [ 21 ] |
| 2019 | «I Like It» (при участии Bad Bunny и J Balvin) | Лучшая международная песня года          | Ожидается | [ 21 ] |

## Global Awards
| Год  | Номинируемая работа | Категория              | Результат | Прим.  |
| ---- | ------------------- | ---------------------- | --------- | ------ |
| 2019 | Она сама            | Лучшая исполнительница | Ожидается | [ 22 ] |
| 2019 | Она сама            | Звезда соцсетей        | Ожидается | [ 22 ] |

## Grammy Award
| Год  | Номинируемая работа                            | Категория                                | Результат | Прим.  |
| ---- | ---------------------------------------------- | ---------------------------------------- | --------- | ------ |
| 2018 | «Bodak Yellow»                                 | Лучшее рэп-исполнение                    | Номинация | [ 23 ] |
| 2018 | «Bodak Yellow»                                 | Лучшая рэп-песня                         | Номинация | [ 23 ] |
| 2019 | Invasion of Privacy                            | Альбом года                              | Номинация | [ 24 ] |
| 2019 | Invasion of Privacy                            | Лучший рэп-альбом                        | Победа    | [ 24 ] |
| 2019 | «I Like It» (при участии Bad Bunny и J Balvin) | Запись года                              | Номинация | [ 24 ] |
| 2019 | «Be Careful»                                   | Лучшее рэп-исполнение                    | Номинация | [ 24 ] |
| 2019 | «Girls Like You» (совместно с Maroon 5)        | Лучшее рэп-исполнение дуэтом или группой | Номинация | [ 24 ] |

## Guinness World Records
| Год  | Номинируемая работа | Категория                                                                                                  | Результат | Прим.  |
| ---- | ------------------- | --- | --------- | ------ |
| 2018 | Она сама            | Самое большое количество песен, одновременно находящихся в чарте Billboard Hot 100 среди женщин            | Победа    | [ 25 ] |
| 2018 | Она сама            | Самое большое количество песен, одновременно находящихся в топ-10 чарта Billboard R&B/Hip-Hop среди женщин | Победа    | [ 25 ] |

## iHeartRadio

### iHeartRadio Much Music Video Awards
| Год  | Номинируемая работа                            | Категория                             | Результат | Прим.  |
| ---- | ---------------------------------------------- | ------------------------------------- | --------- | ------ |
| 2018 | Она сама                                       | Лучший хип-хоп-артист или группа      | Номинация | [ 26 ] |
| 2018 | Она сама                                       | Артист года                           | Номинация | [ 26 ] |
| 2018 | «I Like It» (при участии Bad Bunny и J Balvin) | Песня лета                            | Номинация | [ 26 ] |
| 2018 | Она сама                                       | Лучший новый артист — любимец публики | Номинация | [ 26 ] |

### iHeartRadio Music Awards
| Год  | Номинируемая работа                                       | Категория                   | Результат | Прим.  |
| ---- | --------------------------------------------------------- | --------------------------- | --------- | ------ |
| 2018 | Она сама                                                  | Лучший новый артист         | Победа    | [ 27 ] |
| 2018 | Она сама                                                  | Лучший новый хип-хоп-артист | Победа    | [ 27 ] |
| 2018 | «Bodak Yellow»                                            | Хип-хоп-песня года          | Номинация | [ 27 ] |
| 2018 | «Bodak Yellow»                                            | Лучший текст песни          | Номинация | [ 27 ] |
| 2018 | «Bodak Yellow»                                            | Лучшее музыкальное видео    | Номинация | [ 27 ] |
| 2019 | Она сама                                                  | Лучшая исполнительница года | Номинация | [ 28 ] |
| 2019 | Она сама                                                  | Лучший хип-хоп-артист года  | Победа    | [ 28 ] |
| 2019 | «Girls Like You» (совместно с Maroon 5)                   | Песня года                  | Номинация | [ 28 ] |
| 2019 | «Girls Like You» (совместно с Maroon 5)                   | Лучшее музыкальное видео    | Номинация | [ 28 ] |
| 2019 | «Girls Like You» (совместно с Maroon 5)                   | Лучший текст песни          | Номинация | [ 28 ] |
| 2019 | «Girls Like You» (совместно с Maroon 5)                   | Лучшая коллаборация         | Номинация | [ 28 ] |
| 2019 | «Finesse (Remix)» (совместно с Бруно Марсом)              | Лучшая коллаборация         | Победа    | [ 28 ] |
| 2019 | «Finesse (Remix)» (совместно с Бруно Марсом)              | Лучшая R&B-песня года       | Номинация | [ 28 ] |
| 2019 | «Finesse (Remix)» (совместно с Бруно Марсом)              | Лучшее музыкальное видео    | Номинация | [ 28 ] |
| 2019 | «I Like It» (при участии Bad Bunny и J Balvin)            | Лучшая хип-хоп-песня года   | Номинация | [ 28 ] |
| 2019 | «I Like It» (при участии Bad Bunny и J Balvin)            | Лучшее музыкальное видео    | Номинация | [ 28 ] |
| 2019 | «I Like It» (при участии Bad Bunny и J Balvin)            | Лучшая коллаборация         | Номинация | [ 28 ] |
| 2019 | «Taki Taki» (совместно с DJ Snake, Селеной Гомес и Ozuna) | Лучшее музыкальное видео    | Номинация | [ 28 ] |
| 2019 | BardiGang                                                 | Лучшая фан-база             | Номинация | [ 28 ] |

## Juno Awards
| Год  | Номинируемая работа | Категория                 | Результат | Прим.  |
| ---- | ------------------- | ------------------------- | --------- | ------ |
| 2019 | Invasion of Privacy | Международный альбом года | Ожидается | [ 29 ] |

## Latin American Music Awards
| Год  | Номинируемая работа | Категория               | Результат | Прим.  |
| ---- | ------------------- | ----------------------- | --------- | ------ |
| 2018 | Она сама            | Лучший артист-кроссовер | Номинация | [ 30 ] |

## Lo Nuestro Awards
| Год  | Номинируемая работа                                       | Категория                          | Результат | Прим.  |
| ---- | --------------------------------------------------------- | ---------------------------------- | --------- | ------ |
| 2019 | Она сама                                                  | Лучшая урбан-исполнительница года  | Номинация | [ 31 ] |
| 2019 | «I Like It» (при участии Bad Bunny и J Balvin)            | Лучшая коллаборация-кроссовер года | Номинация | [ 31 ] |
| 2019 | «Taki Taki» (совместно с DJ Snake, Селеной Гомес и Ozuna) | Лучшая коллаборация-кроссовер года | Победа    | [ 31 ] |

## MOBO Awards
| Год  | Номинируемая работа | Категория                        | Результат | Прим.  |
| ---- | ------------------- | -------------------------------- | --------- | ------ |
| 2017 | Она сама            | Лучший международный исполнитель | Номинация | [ 32 ] |

## MTV

### MTV Europe Music Awards
| Год  | Номинируемая работа | Категория                       | Результат | Прим.  |
| ---- | ------------------- | ------------------------------- | --------- | ------ |
| 2018 | Она сама            | Лучший новый артист             | Победа    | [ 33 ] |
| 2018 | Она сама            | Лучший американский исполнитель | Номинация | [ 33 ] |
| 2018 | Она сама            | Лучший лук                      | Номинация | [ 33 ] |

### MTV Video Music Award
| Год  | Номинируемая работа                                | Категория              | Результат | Прим.  |
| ---- | -------------------------------------------------- | ---------------------- | --------- | ------ |
| 2018 | «Finesse (Remix)» (совместно с Бруно Марсом)       | Видео года             | Номинация | [ 34 ] |
| 2018 | «Finesse (Remix)» (совместно с Бруно Марсом)       | Песня года             | Номинация | [ 34 ] |
| 2018 | «Finesse (Remix)» (совместно с Бруно Марсом)       | Лучшая коллаборация    | Номинация | [ 34 ] |
| 2018 | «Finesse (Remix)» (совместно с Бруно Марсом)       | Лучшая хореография     | Номинация | [ 34 ] |
| 2018 | «Finesse (Remix)» (совместно с Бруно Марсом)       | Лучший монтаж          | Номинация | [ 34 ] |
| 2018 | Она сама                                           | Артист года            | Номинация | [ 34 ] |
| 2018 | Она сама                                           | Лучший новый артист    | Победа    | [ 34 ] |
| 2018 | «Bartier Cardi» (featuring 21 Savage)              | Лучшая хип-хоп-песня   | Номинация | [ 34 ] |
| 2018 | «Dinero» (совместно с Дженнифер Лопес и DJ Khaled) | Лучшая латинская песня | Номинация | [ 34 ] |
| 2018 | «Dinero» (совместно с Дженнифер Лопес и DJ Khaled) | Лучшая коллаборация    | Победа    | [ 34 ] |
| 2018 | «I Like It» (при участии Bad Bunny и J Balvin)     | Песня лета             | Победа    | [ 34 ] |
| 2018 | «Girls Like You» (совместно с Maroon 5)            | Песня лета             | Номинация | [ 34 ] |

### MTV Millennial Awards
| Год  | Номинируемая работа                          | Категория              | Результат | Прим.  |
| ---- | -------------------------------------------- | ---------------------- | --------- | ------ |
| 2018 | «Finesse (Remix)» (совместно с Бруно Марсом) | Международный хит года | Номинация | [ 35 ] |

### MTV Millennial Awards Brazil
| Год  | Номинируемая работа                          | Категория         | Результат | Прим.  |
| ---- | -------------------------------------------- | ----------------- | --------- | ------ |
| 2018 | «Finesse (Remix)» (совместно с Бруно Марсом) | Международный хит | Номинация | [ 37 ] |

## NAACP Image Award
| Год  | Номинируемая работа                          | Категория                                           | Результат | Прим.  |
| ---- | -------------------------------------------- | --------------------------------------------------- | --------- | ------ |
| 2019 | «Finesse (Remix)» (совместно с Бруно Марсом) | Лучшее исполнение дуэтом, группой или коллаборацией | Ожидается | [ 38 ] |
| 2019 | «Finesse (Remix)» (совместно с Бруно Марсом) | Лучшее музыкальное видео/визуальный альбом          | Ожидается | [ 38 ] |
| 2019 | «Finesse (Remix)» (совместно с Бруно Марсом) | Лучшая современная песня                            | Ожидается | [ 38 ] |

## Nickelodeon Kids' Choice Awards
| Год  | Номинируемая работа                            | Категория               | Результат | Прим.  |
| ---- | ---------------------------------------------- | ----------------------- | --------- | ------ |
| 2018 | Она сама                                       | Лучший прорыв           | Номинация | [ 39 ] |
| 2019 | Она сама                                       | Любимая исполнительница | Ожидается | [ 40 ] |
| 2019 | Она сама                                       | Любимый прорыв года     | Ожидается | [ 40 ] |
| 2019 | «Girls Like You» (совместно с Maroon 5)        | Любимая коллаборация    | Ожидается | [ 40 ] |
| 2019 | «I Like It» (при участии Bad Bunny и J Balvin) | Любимая коллаборация    | Ожидается | [ 40 ] |

## NRJ Music Awards
| Год  | Номинируемая работа                     | Категория                 | Результат | Прим.  |
| ---- | --------------------------------------- | ------------------------- | --------- | ------ |
| 2018 | Она сама                                | Международный прорыв года | Номинация | [ 42 ] |
| 2018 | «Girls Like You» (совместно с Maroon 5) | Видео года                | Номинация | [ 42 ] |
| 2018 | «Girls Like You» (совместно с Maroon 5) | Песня года                | Победа    | [ 42 ] |

## People’s Choice Awards
| Год  | Номинируемая работа                            | Категория                        | Результат | Прим.  |
| ---- | ---------------------------------------------- | -------------------------------- | --------- | ------ |
| 2018 | Она на сама                                    | лучшая исполнительница 2018 года | Номинация | [ 43 ] |
| 2018 | «I Like It» (при участии Bad Bunny и J Balvin) | Песня 2018 года                  | Номинация | [ 43 ] |
| 2018 | Invasion of Privacy                            | Альбом 2018 года                 | Номинация | [ 43 ] |

## Shorty Awards
| Год  | Номинируемая работа | Категория       | Результат | Прим.  |
| ---- | ------------------- | --------------- | --------- | ------ |
| 2018 | Она сама            | Лучший в музыке | Победа    | [ 44 ] |
| 2019 | «Okurrrrr»          | лучшая гифка    | Ожидается | [ 45 ] |

## Soberano Awards
| Год  | Номинируемая работа | Категория                | Результат | Прим.  |
| ---- | ------------------- | ------------------------ | --------- | ------ |
| 2019 | Она сама            | Лучший зарубежный артист | Ожидается | [ 46 ] |

## Soul Train Music Awards
| Год  | Номинируемая работа                            | Категория                                    | Результат | Прим.  |
| ---- | ---------------------------------------------- | -------------------------------------------- | --------- | ------ |
| 2017 | «Bodak Yellow»                                 | Rhythm & Bars                                | Победа    | [ 47 ] |
| 2018 | «I Like It» (при участии Bad Bunny и J Balvin) | Rhythm & Bars                                | Номинация | [ 48 ] |
| 2018 | «Finesse (Remix)» (совместно с Бруно Марсом)   | Песня года                                   | Номинация | [ 48 ] |
| 2018 | «Finesse (Remix)» (совместно с Бруно Марсом)   | Награда автора песни имени Эшфорда и Симпсон | Номинация | [ 48 ] |
| 2018 | «Finesse (Remix)» (совместно с Бруно Марсом)   | Лучший танец                                 | Номинация | [ 48 ] |
| 2018 | «Finesse (Remix)» (совместно с Бруно Марсом)   | Лучшая коллаборация                          | Номинация | [ 48 ] |
| 2018 | «Finesse (Remix)» (совместно с Бруно Марсом)   | Видео года                                   | Победа    | [ 48 ] |

## Teen Choice Awards
| Год  | Номинируемая работа                                | Категория                   | Результат | Прим.  |
| ---- | -------------------------------------------------- | --------------------------- | --------- | ------ |
| 2018 | Она сама                                           | Лучший R&B/хип-хоп-артист   | Победа    | [ 50 ] |
| 2018 | Она сама                                           | Лучшая исполнительница лета | Номинация | [ 50 ] |
| 2018 | Она сама                                           | Лучшая исполнительница      | Номинация | [ 50 ] |
| 2018 | «Finesse (Remix)» (совместно с Бруно Марсом)       | Лучшая коллаборация         | Номинация | [ 50 ] |
| 2018 | «Finesse (Remix)» (совместно с Бруно Марсом)       | Лучшая R&B/хип-хоп-песня    | Номинация | [ 50 ] |
| 2018 | «Dinero» (совместно с Дженнифер Лопес и DJ Khaled) | Лучшая латинская песня      | Номинация | [ 50 ] |
| 2018 | «Girls Like You» (совместно с Maroon 5)            | Лучшая песня лета           | Номинация | [ 50 ] |

## Tu Música Urban Awards
| Год  | Номинируемая работа                                       | Категория                            | Результат | Прим.  |
| ---- | --------------------------------------------------------- | ------------------------------------ | --------- | ------ |
| 2019 | Она сама                                                  | Лучшая международная исполнительница | Ожидается | [ 51 ] |
| 2019 | «Taki Taki» (совместно с DJ Snake, Селеной Гомес и Ozuna) | Лучшая урбан-поп-песня               | Ожидается | [ 51 ] |
| 2019 | «I Like It» (with Bad Bunny & J Balvin)                   | Лучшая международная песня           | Ожидается | [ 51 ] |
| 2019 | «I Like It» (with Bad Bunny & J Balvin)                   | Лучшее международное видео           | Ожидается | [ 51 ] |

## Urban Music Awards
| Год  | Номинируемая работа | Категория                             | Результат | Прим.  |
| ---- | ------------------- | ------------------------------------- | --------- | ------ |
| 2018 | Она сама            | Лучший международный артист 2018 года | Номинация | [ 52 ] |
| 2018 | Она сама            | Артист года (США)                     | Номинация | [ 52 ] |